# Cesare Maccari
Cesare Maccari (Siena, 9 de mayo de 1840 - Roma, 7 de agosto de 1919) fue un pintor neorrenacentista y escultor italiano.
Estudió decoración en Siena comenzando como escultor de la mano de Tito Sarrocchi. Amigo de Luigi Mussini, pintor que se estableció en Siena en 1852, y que fuera director de la Academia de Bellas Artes, y de Alessandro Franchi, un especialista en la ejecución de frescos, decidió dedicarse definitivamente a la pintura. Después de haber estudiado a los grandes pintores venecianos, se trasladó a Florencia donde conoció de primera mano la obra de pintores como Leonardo da Vinci. Ganó una beca y fue estudiar a Roma donde fue ganando notoriedad para, más tarde, con la ayuda de la familia Saboya, comenzar a trabajar en la decoración de la capilla de la iglesia del Sudario.

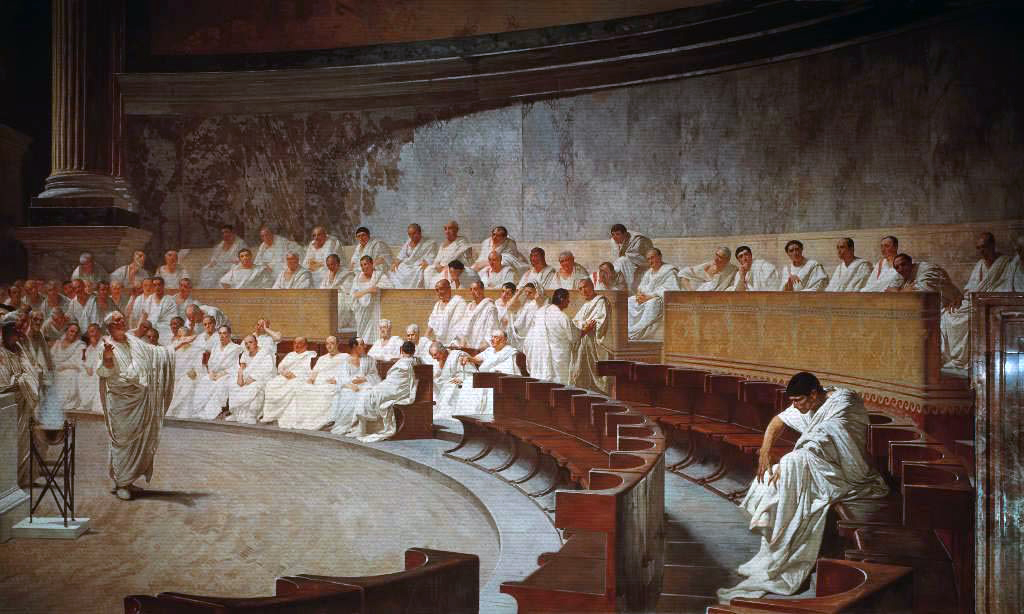
Cicerón denunciando a Catilina, 1880. Palazzo Madama, Roma.

De 1872 a 1882 trabajó para comerciantes de arte famosos, como el parisino Adolphe Goupil, habiendo trabado relación allí con el famoso pintor español Mariano Fortuny. De 1882 a 1888 pintó frescos con escenas de la historia romana en la «salla giala» del Palazzo Madama (sede del Senado de Italia). En el Palazzo Pubblico de Siena pintó también al fresco, en 1887, ⁣La presentación del Plebiscito a Vítor Manuel II y El funeral de Vítor Manuel II. Maccari participó en las exposiciones organizadas por paisajistas en Roma. Es posible que también expusiera con el grupo «In Arte Liberas» en Londres en 1890. Realizó también algunos trabajos para la Iglesia, habiendo trabajado en Génova, de 1886 a 1889 en la iglesia de la Consolación, y en la Basílica de Loreto, en 1888-1889 y en 1907.